# Colombophiloscia romanorum
Colombophiloscia romanorum là một loài chân đều trong họ Philosciidae. Loài này được Vandel miêu tả khoa học năm 1981.